# 숙신옹주 (태조)
숙신옹주(淑愼翁主, ? ~ 1453년 3월 26일(음력 2월 8일))는 조선의 옹주로, 태조(太祖)의 5녀이자 서차녀이다. 생모는 화의옹주 김씨(和義翁主 金氏)로 화의옹주는 본래 칠점선(七點仙)의 기명을 가진 김해 관기 출신이다.
태조 이성계 별급문서에 따르면 이름은 며치(㫆致)로 추정되며 별급문서가 기록된 건문 3년(1401년)에 아직 딸 며치가 어리다는 기록과 태조실록에 어머니 칠점선이 태조 7년(1398년)에 화의옹주 작위를 받은 점 등으로 보아 1398년보다 조금 일찍 출생한 것으로 추정된다.
검교참찬문하부사(檢校參贊門下府事) 홍언수(洪彦修)의 아들 당성위(唐城尉) 홍해(洪海)에게 시집가 3남 1녀를 두었다. 태조가 옹주에게 집을 하사하고 자손이 영원히 거주할 것을 밝힌 《숙신옹주 가옥허여문기(淑愼翁主 家屋許與文記)》가 보물 제515호로 지정되어 있다. 1453년(단종 1)에 죽어 그 묘소가 경기도 양주시 양주읍에 있다.

## 가족관계
친가 전주 이씨(全州 李氏) 
- 조부 : 추존 환조대왕(桓祖大王, 1315~1360)
- 조모 : 의혜왕후 영흥 최씨(懿惠王后 永興 崔氏, 생몰년 미상)
  - 부왕 : 제1대 태조대왕(太祖大王, 1335 ~ 1408, 재위 : 1392 ~ 1398)
  - 생모 : 화의옹주 김씨(和義翁主 金氏, ?  ~ 1428)

 시가 남양 홍씨(南陽 洪氏) 
- 시아버지 : 검교참찬문하부사 홍언수(檢校參贊門下府事 洪彦修, ? ~1415)
  - 부군 : 당성군 홍해(唐城君 洪海)
    - 장남 : 홍덕생(洪德生)
    - 차남 : 홍형생(洪亨生)
    - 3남 : 홍이생(洪利生)
    - 딸 : 홍옥생(洪玉生)

## 같이 보기
- 숙신옹주 가옥허여문기 - 보물 제515호, 국립중앙박물관 소장